# رسالة مكتوبة
الرسالة المكتوبة أو الرسالة فقط (أو المكتوب) هي شكل من أشكال التواصل ونقل الأخبار بأسلوب مكتوب غالباً بخط اليد.
تعد كتاية الرسائل واحدة من أقدم وسائل التواصل، واستخدمت كتابة الرسائل ولا تزال للتواصل بين الأقرباء والأصدقاء، وساهمت في حماية القدرة على القراءة.

## اقرأ أيضاً
- ظرف بريدي
- xoxo